# Лавренчук Юлія Іванівна
Ю́лія Іва́нівна Лавренчу́к (нар. 24 травня 1978, Київ) — українська фігуристка, тренер. Бронзова призерка чемпіонату Європи 1997 року, дворазова чемпіонка України в одиночному катанні (1994, 1996). Учасниця Олімпіади 1998 року в Наґано.

## Життєпис
Наприкінці 1990-х років закінчила Національний університет фізичного виховання і спорту України у Києві.
Бронзова призерка чемпіонату Європи, який відбувся в Парижі 1997 року і міжнародних змагань «Finlandia Trophy» 1998 року.
Срібна призерка міжнародних змагань етапу серії Ґран-Прі «Nations Cup» (Ґельзенкірхен, 1998).
Учасниця зимових Олімпійських ігор в Наґано (Японія, 1998), де посіла 11 місце.
Чемпіонка (1994, 1996), срібна (1997, 1998), бронзова (1995) призерка чемпіонатів України.
1995—2001 — член збірної України.
Виступала за «Динамо» (Київ). Тренери — Марина Амірханова, Ірина Золотарська, Іван Крючков, хореограф — Ірина Чубарець.
З початку 2000-х років працює тренером в Австрії.

## Звання
1995 — Майстер спорту України.
1997 — Майстер спорту України міжнародного класу.